# Un homme voit rouge
Pour plus de détails, voir Fiche technique et Distribution.
Un homme voit rouge (Ransom) est un film britannique réalisé par Casper Wrede, sorti en 1974.

## Synopsis
Un gang de terroristes prend un avion britannique en otage en Scandinavie. Le chef de la police militaire, le colonel Tahlvik, est chargé de négocier et libérer les otages de l'avion. Mais un autre problème surgit, lorsque la résidence de l'ambassadeur de Grande-Bretagne est également assiégée par un autre groupe de terroristes...

## Fiche technique
- Titre original : Ransom ou The Terrorists (États-Unis)
- Réalisation : Casper Wrede
- Scénario : Paul Wheeler
- Production : Peter Rawley
- Musique : Jerry Goldsmith
- Photographie : Sven Nykvist
- Pays de production :  Royaume-Uni,  États-Unis
- Langue : anglais
- Format : Couleur (Eastmancolor) - Son : Mono - Aspect Ratio: 1.85 : 1
- Genre : Film dramatique, Film policier, Thriller
- Durée : 89 minutes
- Dates de sortie :
  - Royaume-Uni : 14 mars 1974 (Londres)
  - États-Unis : nc
- Affiche : Michel Landi (France)

## Distribution
- Sean Connery (VF : Jean-Claude Michel) : Le colonel Nils Tahlvik
- Ian McShane (VF : Jacques Thébault) : Ray Petrie
- Jeffry Wickham (VF : Philippe Mareuil) : Le capitaine Frank Barnes
- Norman Bristow (VF : Jean Berger) : Le commandant Denver
- John Quentin : (VF : Marc Cassot) : Martin Shepherd
- Robert Harris (VF : Gérard Férat) : L'ambassadeur Palmer
- James Maxwell (VF : Jean Topart) : Bernhard
- Kaare Kroppan (VF : Jacques Balutin) : Le colonel Donner
- Isabel Dean : Mme Palmer
- Knut M. Hansson (VF : Raymond Loyer) : Matson
- Christopher Ellison : Pete
- Colin Prockter : Mike
- Harris Landis (VF : Marc Cassot) : Lookout pilote
- Sven Aune : Le copilote
- Knuth Wigert (VF : Jacques Berthier) : Polson